# Bichon (bande dessinée)
Pour les articles homonymes, voir Bichon.
Bichon est une série de bandes dessinées jeunesse française, créée par David Gilson et publiée aux éditions Glénat dans la collection « Tchô ! La collec ».
Elle compte 3 tomes, le troisième marquant la fin de la série.
Mettant en scène un petit garçon aux centres d'intérêt dits féminins et aimant un autre garçon, « Bichon parle avant tout de l'acceptation des différences » commente l'auteur.
David Gilson continue de faire vivre Bichon et ses proches avec des dessins ponctuels publiés sur la page Facebook de la BD.

## Synopsis
Sacha, surnommé Bichon par sa mère, est un petit garçon de 8 ans gentil et attachant. Il vit avec ses parents, sa petite sœur Mimine et son chat Pilipili. Il est particulièrement fan des princesses de fictions et notamment la princesse Ploum (inventée par l'auteur). Son surnom et ses passions lui valent quelques moqueries mais sa famille et son ami Jean-Marc sont toujours présents pour le défendre et le soutenir.

## Personnages
- Sacha, surnommé Bichon par sa mère, est un garçon roux aux yeux bleus de 8 ans. Souvent décrit comme un garçon sensible et efféminé par l'auteur[2], il aime les jeux dits « de filles ». Il tombe amoureux de Jean-Marc après qu'il l'ait défendu à la cour de récréation.

- La mère de Bichon est une grande femme blonde et fine. Elle est toujours prête à défendre son fils face aux jugement des autres parents.

- Le père de Bichon est un homme chatain à lunettes. Il est bienveillant et aimant envers ses enfants.

- Mimine, prénommée Lucie, la sœur de Bichon, est une petite fille blonde et énergique.

- Pilipili est le chat de Bichon, il donnera naissance à trois chatons.

- Jean-Marc est un garçon chatain, aux grandes oreilles, de deux ans plus âgé que Bichon. Il a une sœur, Violette, qui est amie avec Mimine, la sœur de Bichon.

- Edouardo est un camarade de Bichon chatain, qui se moque régulièrement de Bichon. Edouardo se fait régulièrement réprimander par sa mère. On apprend dans le tome 3 qu'Edouardo fait partie d'un club de majorettes.

- Myriam, blonde aux cheveux bouclés, est la meilleure amie de Bichon.

- Agnès, une jeune fille grande, fine et rousse, est une amie proche de Bichon. Elle se révèle être une princesse d'origine polonaise dans le tome 3.

- Mme Véronèze, la maîtresse de Bichon, tombe rapidement enceinte et est remplacée par Monsieur le remplaçant, un homme chatain particulièrement apprécié de Bichon et ses amies.

- Cody est un garçon aux cheveux longs et noirs. Américain et de mère canadienne, il parle anglais et français. Il rencontre Bichon lors de ses vacances d'été à la plage. Cody, Bichon et Mimine deviennent très vite amis durant ces vacances. Cody aime mettre des habits et accessoires féminins et Bichon l'aide à s'affirmer.

- La princesse Ploum est une princesse de dessin animé créée par l'auteur. Elle a des cheveux bleus, une robe rose, un diadème et un col en cœur, ainsi qu'une baguette magique. Elle lance des sortilèges de magie d'amour et répète la phrase « Pim Pam Ploum ! Magie d'amour aux mille couleurs ! ».

- Chhuy-ing, Cari et Christelle sont des camarades féminines de Bichon.

- Denis, Sébastien, Olivier, Lucas et Yann sont des camarades masculins, plus ou moins sympathiques avec Bichon.